# Liudolf (Friesland)
Liudolf († 23. April 1038) aus der Familie der Brunonen war Graf im Derlingau und Markgraf in Friesland. Er war der Sohn des Brun I., des Gründers von Braunschweig († 1015/16), und der Gisela von Schwaben († 1043), die in zweiter Ehe den Herzog Ernst I. von Schwaben und in dritter Ehe den späteren Kaiser Konrad II. heiratete.
Liudolf ist somit der Halbbruder der schwäbischen Herzöge Ernst II. und Hermann IV., vor allem aber des Kaisers Heinrich III.
Er heiratete Gertrud die Ältere von Braunschweig († 1077), zu deren Herkunft es in der Wissenschaft eine umfangreiche Debatte gibt.
Seine Nachkommen sind:
- Brun II. (* um 1024; † 26. Juni 1057), 1052 Graf in Flutwidde
- Ekbert I. († 1068) Graf von Braunschweig, Markgraf von Meißen; ⚭ Irmgard, Tochter des Odalrich-Maginfred Markgraf von Turin, Witwe des Otto von Schweinfurt
- Mathilde, † 1044, heiratet 1034 Heinrich I., † 1060, 1031 König von Frankreich
- Ida von Elsdorf
- Vermutlich eine Tochter namens Gertrud, die mit Konrad von Haldensleben, Enkel des Dietrich von Haldensleben, verheiratet war.